# Давыскиба, Роман Сергеевич
Роман Сергеевич Давыскиба (бел. Раман Сяргеевіч Давыскіба; род. 31 марта 2001, Салтановка, Гомельская область) — белорусский футболист, полузащитник клуба «Гомель».

## Карьера
Воспитанник ДЮСШ Жлобина. Позже продолжил заниматься футболом в минском «Динамо». В 2018 году начал выступать за дубль команды. В 2020 году начал тренироваться с основной командой. В июле 2020 года продлил контракт с клубом. Дебют игрока состоялся 27 сентября 2020 года против «Витебска», где игрок вышел на замену на 60 минуте матча. Свой первый гол за команду забил 13 марта 2021 года в матче первого тура Высшей лиги против жодинского «Торпедо-БелАЗ», где игрок играл уже в стартовом составе. Первые матчи в сезоне начинал в стартовом составе, затем стал выходить на игры со скамейки запасных.
В апреле 2022 года отправился в аренду в солигорский «Шахтёр». Дебютировал за клуб 3 апреля 2022 года в матче против могилёвского «Днепра», выйдя на замену вместо Алексы Пеича на 65 минуте матча. В клубе футболист в основной команде закрепиться не смог, оставаясь лишь игроком скамейки запасных. По итогу сезона стал чемпионом Высшей лиги. Всего за клуб провёл 9 матчей во всех турнирах, результативными действиями не отличившись. В декабре 2022 года покинул клуб по истечении срока арендного соглашения.
В январе 2023 года начал готовиться к новому сезону с минским «Динамо». Перед началом сезона футболист не был заявлен клубом в основной состав. Сам же футболист отправился выступать за дублирующий состав минского клуба. В июле 2023 года футболист покинул клуб, расторгнув контракт по соглашению сторон, весь первый круг чемпионата проведя за дублирующий состав. В июле 2023 года футболист находился в распоряжении новополоцкого «Нафтана», приняв участие в товарищеском матче против российского клуба «Луки-Энергия». Вскоре футболист официально присоединился к новополоцкому клубу. Дебютировал за клуб 22 июля 2023 года в матче Кубка Беларуси против «Нивы». Первый матч в рамках чемпионата сыграл 4 августа 2023 года против солигорского «Шахтёра». Дебютный гол за клуб забил 12 августа 2023 года в матче против «Гомеля». Футболист смог быстро закрепиться в основной команде новополоцкого клуба, отличившись своим единственным забитым голом. По итогу сезона футболист помог клубу закрепиться в Высшей лиге.
В декабре 2023 года футболист проходил просмотр в казахстанском «Кайсаре». В январе 2024 года футболист покинул распоряжение казахстанского клуба. В феврале 2024 года футболист присоединился к «Гомелю», подписав контракт до конца сезона. Первый матч за клуб футболист сыграл 17 марта 2024 года против «Слуцка», выйдя на поле в стартовом составе. Первым результативным действием за клуб футболист отличился 11 августа 2024 года в мачте против гродненского «Немана», отдав голевую передачу. По итогу сезона футболист вместе с клубом завершил чемпионат на итоговом шестом месте. На протяжении сезона футболист выступал за гомельский клуб в роли одного из ключевых игроков, отличившись 3 результативными передачами.
В январе 2025 года футболист продлил контракт с гомельским клубом ещё на один сезон. Новый сезон футболист начал с матче против жодинского «Торпедо-БелАЗ», выйдя на замену на 75 минуте. Также футболист принял участие в Первой лиге за вторую команду клуба, где 13 апреля 2025 года сыграл против бобруйской «Белшины». В июле 2025 года расстался с «Гомелем» до окончания срока договора. За основную команду в высшей лиге-2025 провел лишь 4 игры без результативных действий. Вскоре подписал соглашение с аутсайдером высшей лиги «Молодечно-2018».

## Международная карьера
Выступал за юношеские сборные Беларуси до 17 лет и до 19 лет в матчах квалификации на Чемпионат Европы до 17 лет и до 19 лет соответственно.
В 2021 году был вызван в молодёжную сборную Беларуси также для квалификационных матчей Чемпионата Европы по футболу среди молодёжных команд.

## Семья
Брат — известный волейболист, игрок сборной Беларуси, обладатель Кубка ЕКВ Владислав Давыскиба. Двойняшки появились на свет с разницей в 10 минут. Жена Владислава Анна Давыскиба (Гришкевич) также играет в волейбол на профессиональном уровне.

## Достижения
«Шахтёр» Солигорск
- Чемпион Беларуси: 2022[a]